# Apriona elsa
Apriona elsa là một loài bọ cánh cứng trong họ Cerambycidae.